# Daoíz i Velarde

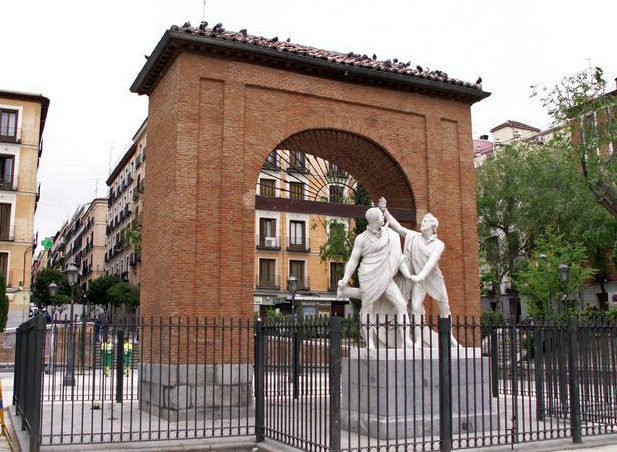
Monument a Daoíz i Velarde a la plaça del Dos de Mayo de Madrid. Obra d'Antoni Solà. L'arc és l'antiga porta de la Caserna de Monteleón.

Amb els noms de Daoíz i Velarde, se sol referir als capitans Luis Daoíz y Torres i Pedro Velarde, oficials d'artilleria del caserna de Monteleón que es van sumar a l'aixecament del 2 de maig de 1808 contra les tropes franceses. Tenen un grup escultòric a la Plaça del Dos de Mayo de Madrid, lloc on va estar la seva caserna, i en el seu honor es va aixecar l'obelisc de la Plaça de la Lealtad, actualment Monument als Caiguts per Espanya.
Van aportar al moviment popular, l'esperit d'Estat Nacional, perquè s'unissin a ells, en contra dels francesos, no només el poble de Madrid, sinó l'exèrcit i altres estaments. Sense cap mena de reforços, van resistir fins a la mort, sense suport de la Junta de govern, ni dels propis militars, però sí que van ser un dels exemples dels aixecaments posteriors al 2 de maig de Madrid.
Els lleons de les Corts (escultures de Ponciano Ponzano) que flanquegen l'entrada al Congrés dels Diputats, fosos amb el bronze de canons capturats en la Guerra d'Àfrica en 1886, reben popularment el nom de Daoíz i Velarde.